# 로크룸섬

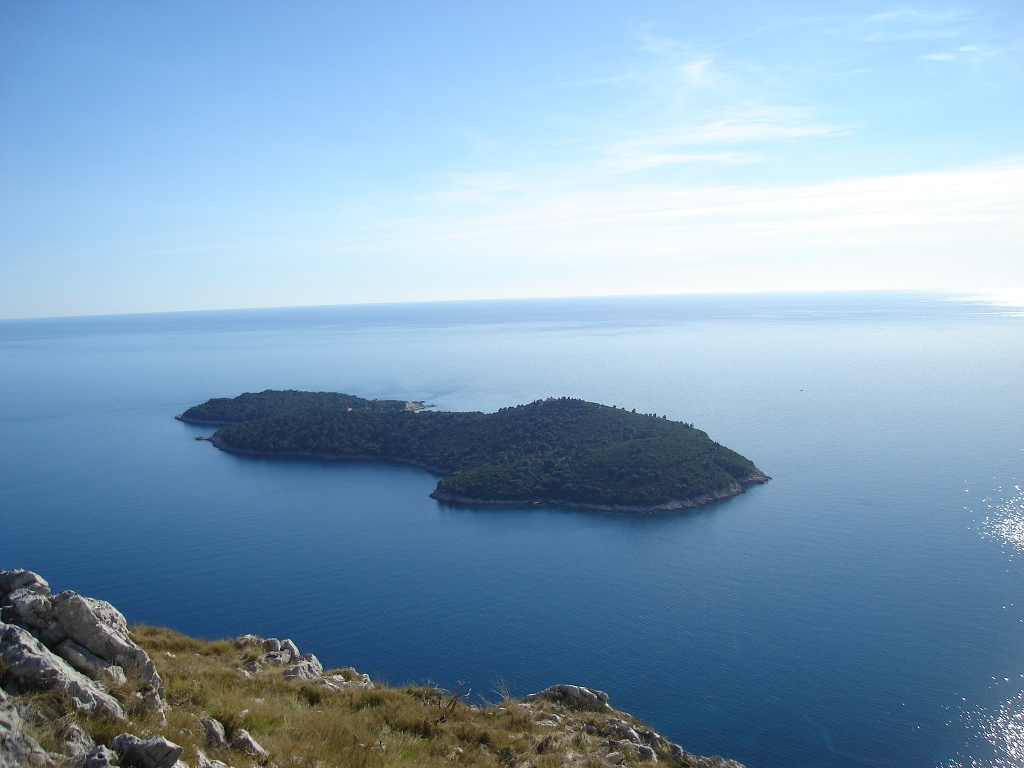
로크룸섬

로크룸섬(크로아티아어: Lokrum, 이탈리아어: Lacroma)은 아드리아해에 위치한 크로아티아의 섬으로 면적은 93.6km2, 높이는 408m, 인구는 9,328명(2011년 기준), 인구 밀도는 101명/km2이다. 행정 구역상으로는 두브로브니크네레트바주에 속하며 두브로브니크에서 약 600m 정도 떨어진 곳에 위치한 섬이다.
1023년 베네딕도회 수도원이 건설되면서 문헌에 처음 등장했다. 로크룸섬 안에는 오스트리아의 대공이자 멕시코의 황제였던 막시밀리아노 1세가 소유했던 수도원과 식물원이 남아 있다. 로크룸섬의 성은 프랑스에 의해 건설되었지만 오스트리아인들은 이 성을 "막시밀리안의 탑"이라고 불렀다.

## 같이 보기
- 달마티아